# Лемма Бёрнсайда
Лемма Бёрнсайда (или лемма Коши — Фробениуса) — классический результат комбинаторной теории групп, даёт выражение на число орбит в действии группы.
Лемма Бёрнсайда лежит в основе доказательства теоремы Редфилда — Пойи.

## Формулировка
Пусть {\displaystyle G} — конечная группа, действующая на множестве {\displaystyle X}.
Тогда число орбит действия равно среднему количеству точек, фиксированных в {\displaystyle X} элементами {\displaystyle G}.
Точнее, для любого элемента {\displaystyle g} из {\displaystyle G} будем обозначать через {\displaystyle X^{g}} множество элементов {\displaystyle X}, оставляемых на месте {\displaystyle g},
то есть
{\displaystyle X^{g}=\{\,x\in X\mid g\cdot x=x\,\}.}
Тогда (натуральное число или бесконечность)
{\displaystyle |X/G|={\frac {1}{|G|}}\sum _{g\in G}|X^{g}|,}
здесь {\displaystyle |X/G|} обозначает число орбит действия.

## Доказательство
Число орбит равно {\displaystyle \sum _{m\in X}{\frac {1}{|Orb(m)|}}}, но по формуле орбит {\displaystyle |Orb(m)|=[G:G_{m}]={\frac {|G|}{|G_{m}|}}}, где {\displaystyle G_{m}} означает стабилизатор элемента {\displaystyle m}, значит, сумма равна {\displaystyle {\frac {1}{|G|}}\sum _{m\in X}|G_{m}|}. Выпишем в столбик все элементы {\displaystyle X} и напишем рядом с каждым {\displaystyle m} те элементы {\displaystyle G}, которые оставляют данный элемент неподвижным. Тогда произвольный элемент {\displaystyle g} группы {\displaystyle G} встретится такое же число раз, какое он оставляет элементы {\displaystyle X} неподвижными, то есть в точности {\displaystyle |X^{g}|} раз, а потому сумма {\displaystyle \sum _{m\in X}|G_{m}|} равна сумме {\displaystyle \sum _{g\in G}|X^{g}|}, что и утверждалось.

## Следствия
- Если действие конечной группы {\displaystyle G} на множестве {\displaystyle X} транзитивно, то

{\displaystyle \sum _{g\in G}|X^{g}|=|G|.}

## История
Уильям Бёрнсайд сформулировал и доказал эту лемму (без указания авторства) в одной из своих книг (1897 год), но историки математики обнаружили, что он не был первым, кто открыл её. Коши в 1845 году и Фробениусу в 1887 году также была известна эта формула. По-видимому, лемма была столь хорошо известна, что Бёрнсайд просто опустил указание авторства Коши. Поэтому эта лемма иногда называется леммой не Бёрнсайда. Это название не столь туманно, как кажется: работа Бёрнсайда была столь плодотворной, что большинство лемм в этой области принадлежит ему.